# Derocrepis rufipes
Derocrepis rufipes är en skalbaggsart som först beskrevs av Carl von Linné 1758.  Derocrepis rufipes ingår i släktet Derocrepis, och familjen bladbaggar. Arten är reproducerande i Sverige.